# Calador
Un calador és un lloc apropiat per fer-hi la pesca, on els pescadors calen (tiren) les xarxes de pesca.
S'acostumen a situar:
- A les zones on la plataforma continental és extensa, com passa, per exemple, al Mar del Nord, on les aigües són poc profundes, estan agitades per corrents marins i tenen temperatures favorables.
- A les zones de contacte entre corrents marins freds i càlids perquè s'hi concentren espècies d'aigües càlides i espècies d'aigües fredes. Com que s'hi concentren tantes espècies resulta més fàcil capturar-les.
- A les zones costaneres prop de les quals passa un corrent marí fred perquè les aigües fredes tenen molt de plàncton vegetal format per algues unicel·lulars que capten la radiació solar. Aquest fotoplàncton alimenta el plàncton animal o zooplàncton que, al seu torn, serveix d'aliment a molts animals marins.

Hi ha diversos peixos, com ara la tonyina o la sardina, que s'alimenten exclusivament de plàncton. Altres espècies, com ara el bacallà, el lluç o la rajada devoren el peixos que s'alimenten de plàncton.